# Râul Nadoșa
Râul Nadoșa este un curs de apă afluent al râului Săpânța. 